# アリル化合物

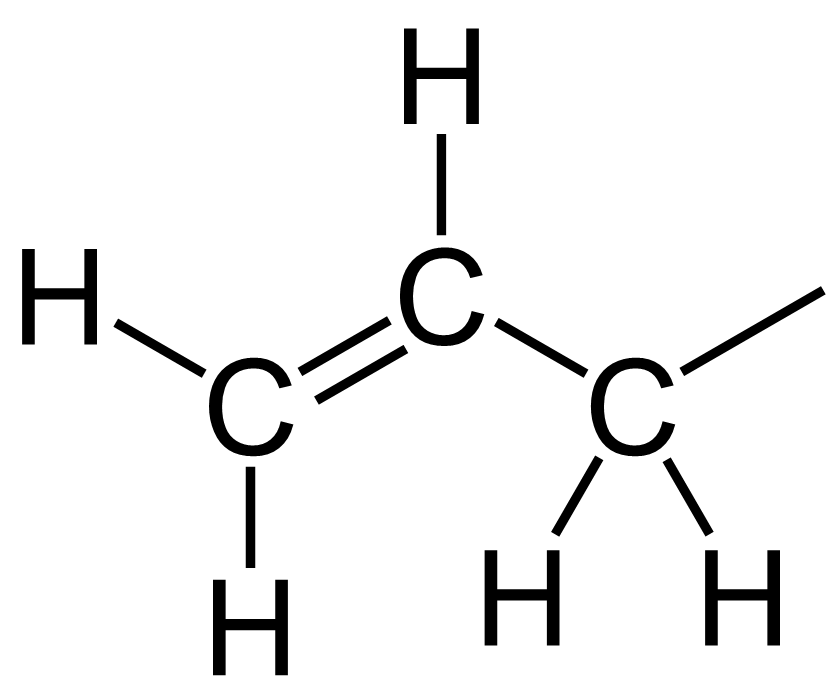
アリル基の構造

アリル化合物（アリルかごうぶつ、allyl compound）とは、2-プロペニル (2-propenyl) 基 -CH2CH=CH2 を持つ化合物の総称である。2-プロペニル基はアリル基 (アリルき、allyl group) とも呼ばれ、IUPAC命名法では慣用名とされる。ただし、イソプロピル基などとは異なり、アリル基をさらに置換命名法で誘導した名称（例：2-メチルアリル基）を使用できる。
なお、日本語表記においては r と l を区別できないことから、芳香族基を示す aryl group は本記事のアリル基と区別するため「アリール基」と字訳することになっているので、注意が必要である。
「アリル」の語源はユリ科ネギ属の属名 Allium に由来する。ネギ、タマネギ、ラッキョウ、ニンニクなど、ネギ属の植物には硫化アリルをはじめとする、アリル基を有する有機硫黄化合物が多く含まれている。
アリル化合物、特に1位に電子求引性や電子供与性の原子あるいは基を持つアリル化合物は反応性に富み、種々の反応や重合反応に利用される。

## アリル位
アルケンにおいて、二重結合に隣接する炭素の位置を アリル位 と呼ぶ。これはアリル化合物に限らず、例えば1-ヘキセンの3位や、シクロヘキセンの3または6位もアリル位と呼ばれる。アリル位の炭素はアルカンと同じ sp3炭素であるが、二重結合の作用により特徴的な性質を示す。

### 反応

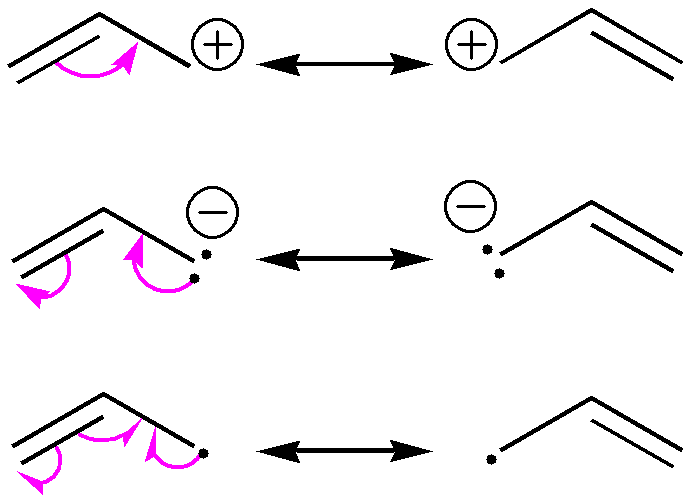
上からアリルカチオン、アリルアニオン、アリルラジカル

アリル基が遊離したカルボカチオン、カルボアニオン、ラジカルは、いずれも共鳴により安定化される。そのため、アリル位に脱離基を持つ化合物は SN1' 反応（アリル転位のひとつ）など、アリル基の中で二重結合の位置がシフトする転位反応を起こす。
ウォール・チーグラー反応において臭素が選択的にアリル位に導入されるのは、中間体のアリルラジカルが安定なためである。
アリル基はアルコールやアミンの保護基として用いられる。パラジウム触媒などで脱保護される。

### 構造化学
立体化学においては、炭素炭素二重結合の骨格が平面構造をとることで、アリル位の置換基は立体配置に関して特徴的な影響を受ける（アリル歪みなど）。
アリルアニオンが金属錯体の配位子となった場合、ハプト数は η1, η2, η3 の3通りの可能性がある。

## 主な化合物
- アリルアルコール
- アリルアミン
- 臭化アリル
- 塩化アリル
- アリルエーテル
- 硫化アリル
- アリシン
- 二硫化アリル
- アリルイソチオシアネート
- ケック不斉アリル化